# Ultimátum a la Tierra (EP)
Ultimátum a la Tierra es un EP del grupo musical Aviador Dro editado en el año 2004 por el sello "Subterfuge Records" bajo la referencia 21333CDSG.
Se editó como anticipo al álbum Confía en tus máquinas, con dos temas exclusivos y otro, "Aviador Dro ¿dígame?"  perteneciente al "Radiactivo Tour in Deutschland".

## Lista de canciones
| Título                  | Autor              | Duración |
| ----------------------- | ------------------ | -------- |
| «Gort»                  | Servando Carballar | 5:03     |
| «Drama cuántico»        | Servando Carballar | 5:04     |
| «Nihilista»             | Servando Carballar | 3:59     |
| «Aviador Dro, ¿Dígame?» | Servando Carballar | 3:27     |